# Roger Taylor (Duran Duran)
Roger Taylor (ur. 26 kwietnia 1960 w Birmingham) – brytyjski perkusista zespołu Duran Duran.

## Życiorys
Rozpoczął naukę grania na perkusji około 12. roku życia, wzorując się na swoich ulubionych wykonawcach: Paul Thompson z Roxy Music, Charlie Watts z The Rolling Stones i Tony Tompson z Chic. Grał razem z lokalnymi zespołami, ale dopiero w 1979 przystąpił do profesjonalnego zespołu Duran Duran.
Na początku lat 80. XX wieku razem z Duran Duran szybko zdobywał popularność. Po wielkim światowym tournée w 1985 roku zespół postanowił zrobić przerwę i zrealizować solowe projekty. Razem z Simonem Le Bonem i Nickiem Rhodesem stworzyli grupę Arcadia. Roger Taylor zagrał jeszcze raz wspólnym z zespołem Duran Duran w trakcie Live Aid w Filadelfii, a następnie rozstał się z zespołem na kilkanaście lat i zniknął ze sceny. Z końcem 1985 powrócił na wieś w Anglii do żony i dzieci.
W 1994 brał udział w sesji nagraniowej płyty Thank You Duran Duran.
W 2001 ponownie przystąpił do połączonego w oryginalnym składzie Duran Duran.
5 kwietnia 2020 poinformował, że poddał się testom na obecność koronawirusa SARS-CoV-2, których wynik okazał się pozytywny.